# Râul Valea Roșie, Mara
Râul Valea Roșie este un afluent al râului Runcu. 

## Hărți
- Harta județului Maramureș
- Harta Munții Gutâi  Arhivat în 4 martie 2016, la Wayback Machine.